# Łodygowice
Łodygowice est un village de la voïvodie de Silésie et du powiat de Żywiec. Il est le siège de la gmina de Łodygowice et comptait 6 925 habitants en 2008.